# Чемпионат Сан-Паулу по футболу 2015
Чемпионат Сан-Паулу по футболу 2015 (порт. Série A1 do Campeonato Paulista de Futebol de 2015), называемая официально по спонсорским соображениям Chevrolet — Серия A1 чемпионата Сан-Паулу по футболу 2015 (порт. Paulistão Chevrolet 2015) — 114-й сезон высшего футбольного дивизиона штата Сан-Паулу.

## Формат
В чемпионате Сан-Паулу по футболу принимают участие 20 клубов, которые разделены на 4 группы по 5 команд в каждой. Каждая команда проводит по одному матчу с командами из других групп. Таким образом, в общей сложности на первом этапе каждая команда проведёт по 15 матчей. Первый этап пройдёт с 18 января по 23 марта. Две лучшие команды из каждой группы выходят в четвертьфинал, где играют один матч, при этом победитель группы имеет преимущество своего поля. В случае, если по окончании основного времени не будет выявлен победитель, будет назначена серия послематчевых пенальти. Полуфиналы также состоят из одного матча. Финал состоит из двух матчей, и побеждает команда, которая по сумме двух встреч будет иметь лучшую разницу забитых и пропущенных голов. В случае равного количества забитых голов также назначается серия послематчевых пенальти. Правило гола, забитого на чужом поле, не действует.
Четыре команды, которые наберут наименьшее количество очков в первом этапе, выбывают в Серию A2 2016. Три лучшие команды по итогам первого этапа получают право участвовать в Кубке Бразилии 2016. Если одна из трёх команд гарантирует себе участие в Кубке Либертадорес 2016, то вместо неё это право получит 4-я команда, и так далее. Кроме того, две лучшие команды, не участвующие в Серии A, Серии B и Серии C, попадают в Серию D 2015.

### Критерии определения положения команд в случае равенства очков
В случае равенства очков между двумя или более командами, положение этих команд определяется по следующим критериям в следующем порядке:
1. Количество побед;
2. Разница забитых и пропущенных голов;
3. Количество забитых голов;
4. Количество красных карточек;
5. Количество жёлтых карточек;
6. Жеребьёвка.

## Первый этап

### Группа A
| # | Команда      | И  | В  | Н | П | М       | ±   | О  | Квалификация и выбывание |
| - | ------------ | -- | -- | - | - | ------- | --- | -- | ------------------------ |
| 1 | Сан-Паулу    | 15 | 10 | 2 | 3 | 30 — 10 | +20 | 32 | Выходят в 1/4 финала     |
| 2 | РБ Бразил    | 15 | 7  | 3 | 5 | 20 — 19 | +1  | 24 | Выходят в 1/4 финала     |
| 3 | Можи-Мирин   | 15 | 5  | 5 | 5 | 17— 20  | -3  | 20 |                          |
| 4 | ￼￼ Итуано    | 15 | 4  | 8 | 3 | 12— 13  | -1  | 20 |                          |
| 5 | Сан-Бернарду | 15 | 5  | 3 | 7 | 13 — 13 | 0   | 18 |                          |

### Группа B
| # | Команда     | И  | В  | Н | П | М       | ±   | О  | Квалификация и выбывание |
| - | ----------- | -- | -- | - | - | ------- | --- | -- | ------------------------ |
| 1 | Коринтианс  | 15 | 11 | 4 | 0 | 28 — 10 | +18 | 37 | Выходят в 1/4 финала     |
| 2 | Понте-Прета | 15 | 8  | 3 | 4 | 22 — 17 | +5  | 27 | Выходят в 1/4 финала     |
| 3 | ПАЕК        | 15 | 6  | 4 | 5 | 23 — 19 | +4  | 22 |                          |
| 4 | Сан-Бенту   | 15 | 4  | 9 | 2 | 17 — 13 | +4  | 21 |                          |
| 5 | Риу-Клару   | 15 | 4  | 4 | 7 | 11 — 17 | -6  | 16 |                          |

### Группа C
| # | Команда                   | И  | В  | Н | П  | М       | ±   | О  | Квалификация и выбывание |
| - | ------------------------- | -- | -- | - | -- | ------- | --- | -- | ------------------------ |
| 1 | Палмейрас                 | 15 | 10 | 1 | 4  | 23 — 10 | +13 | 31 | Выходят в 1/4 финала     |
| 2 | Ботафого (Рибейран-Прету) | 15 | 6  | 4 | 5  | 16 — 14 | +2  | 22 | Выходят в 1/4 финала     |
| 3 | Линенсе                   | 15 | 4  | 4 | 7  | 13 — 25 | -12 | 16 |                          |
| 4 | Португеза                 | 15 | 2  | 7 | 6  | 13 — 22 | -9  | 13 |                          |
| 5 | Марилья                   | 15 | 0  | 2 | 13 | 6 — 35  | -29 | 2  |                          |

### Группа D
| # | Команда     | И  | В  | Н | П  | М       | ±   | О  | Квалификация и выбывание |
| - | ----------- | -- | -- | - | -- | ------- | --- | -- | ------------------------ |
| 1 | Сантос      | 15 | 10 | 4 | 1  | 29— 12  | +17 | 34 | Выходят в 1/4 финала     |
| 2 | XV ноября   | 15 | 5  | 3 | 7  | 17 — 20 | -3  | 18 | Выходят в 1/4 финала     |
| 3 | Капивариано | 15 | 4  | 4 | 7  | 20 — 23 | -3  | 16 |                          |
| 4 | Пенаполенсе | 15 | 4  | 3 | 8  | 17 — 22 | -5  | 15 |                          |
| 5 | Брагантино  | 15 | 2  | 1 | 12 | 8 — 22  | -14 | 7  |                          |

## Плей-офф

### Четвертьфиналы
Матчи пройдут 11 и 12 апреля.
| Команда 1  | Итог | Команда 2        |
| ---------- | ---- | ---------------- |
| Коринтианс | 1:0  | Понте-Прета      |
| Сан-Паулу  | 3:0  | РБ Бразил        |
| Палмейрас  | 1:0  | Ботафого (Р.-П.) |
| Сантос     | 3:0  | XV ноября        |

### Полуфиналы
Матчи прошли 19 и 20 апреля.
| Команда 1  | Итог           | Команда 2 |
| ---------- | -------------- | --------- |
| Коринтианс | 2:2 (5:6 пен.) | Палмейрас |
| Сантос     | 2:1            | Сан-Паулу |

### Финал
Первый матч
| 26 апреля 2015 | \| Палмейрас \| 1:0 (1:0) \| Сантос \| \| Перейра 30′ \| Голы \| \| | «Allianz Parque», Сан-Паулу Судья: Винисиус Фурлан |
| Палмейрас      | 1:0 (1:0)                                                           | Сантос                                             |
| Перейра 30′    | Голы                                                                |                                                    |

Ответный матч
| 20 апреля 2015                      | \| Сантос \| 2:1 п. 4:2 \| Палмейрас \| \| Давид Браз 30′ Рикардо Оливейра 44′ \| Голы \| Лукас Маркос 65′ \| | «Estádio Urbano Caldeira», Сантус Судья: Рафаэл Клаус |
| Сантос                              | 2:1 п. 4:2 | Палмейрас                                             |
| Давид Браз 30′ Рикардо Оливейра 44′ | Голы | Лукас Маркос 65′                                      |

### Победитель
| Чемпионат Сан-Паулу по футболу 2015 |
| ----------------------------------- |
| САНТОС (21-й титул)                 |